# Фёдоровка (Николаевский район)
Фёдоровка (укр. Федорівка) — село в Березанском районе Николаевской области Украины.
Основано в 1800 году. Население по переписи 2001 года составляло 168 человек. Почтовый индекс — 57437. Телефонный код — 5153. Занимает площадь 2,596 км².

## Местный совет
57437, Николаевская область, Березанский р-н, с. Новофёдоровка, ул. Горького, 54